# Котарди

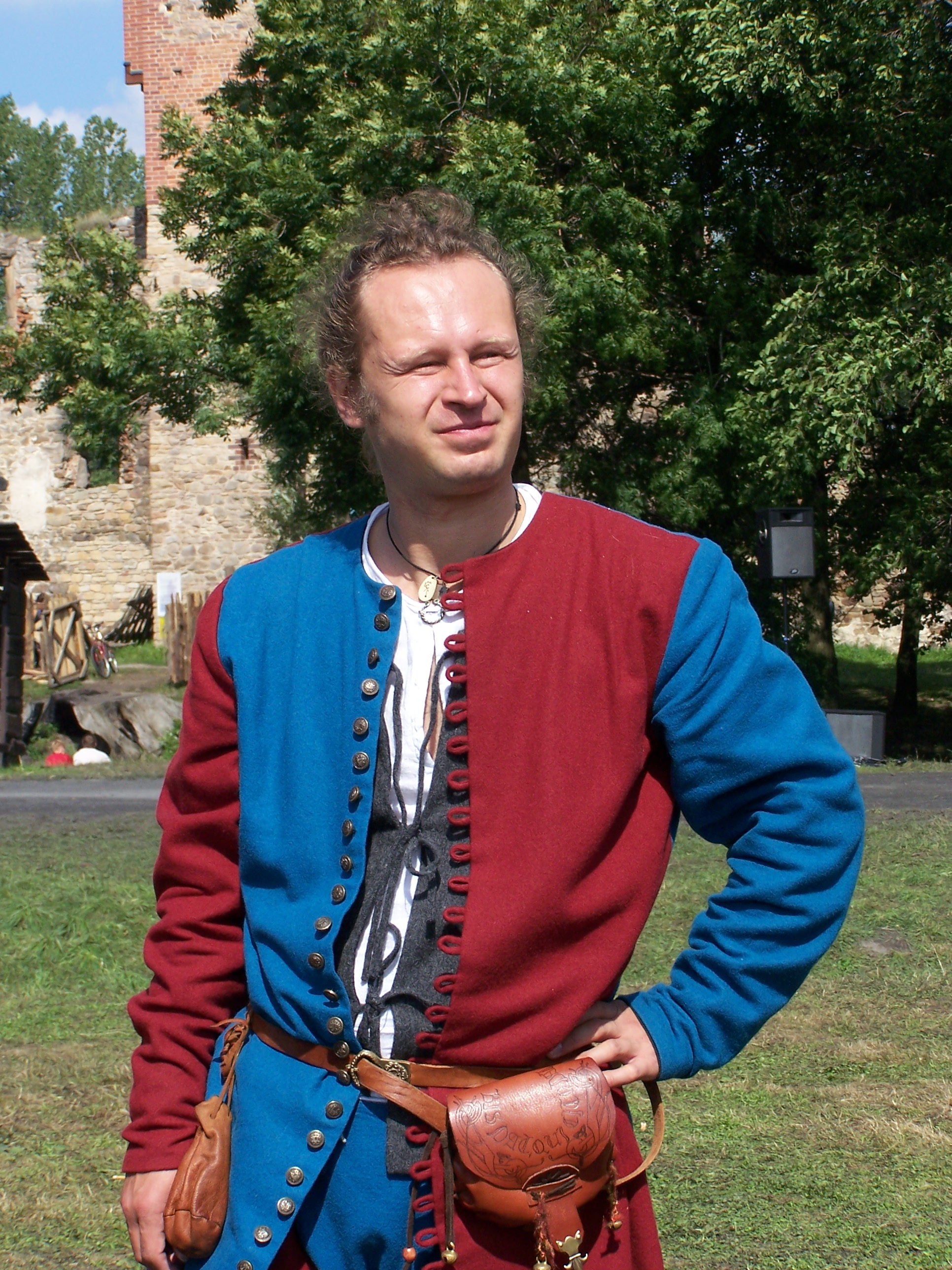
Котарди на участнике средневекового фестиваля в 2006 году в Польше.

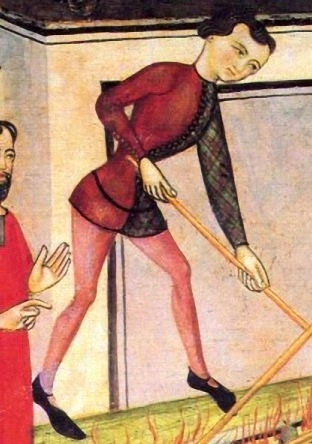
Средневековое изображение котарди

Котарди (cotardie, cotehardie) — узкая, облегающая фигуру верхняя одежда, распространённая в средневековой Европе XIV — начале XV веков. Развитие котты.
Мужское котарди представляло собой удлинённую куртку (обычно до колена) с застёжками по центру переда и низко расположенным поясом. Рукава могли пришиваться или быть пристежными. После 1350 года в моду вошли короткие рукава и стали популярны «типпитс» — свисающие с локтей полосы. Котарди часто состояли из ткани двух цветов.
Женское котарди было узким до середины бёдер, расширялось книзу. В юбке часто были разрезы, служившие карманами.
В начале XV века на смену котарди приходит дублет.